# Madison Skye Validum
Madison Skye Validum, född 25 juli 2013 i Toronto, är en kanadensisk skådespelare.
Validum har bland annat medverkat i filmerna Isa + Bea, Dashing Through the Snow och Best. Christmas. Ever!.

## Filmografi (i urval)
- 2022 – Isa + Bea
- 2023 – Dashing Through the Snow
- 2023 – Best. Christmas. Ever!